# SDSS J080430.56+542041.1
 (avril 2024).
Améliorez-le ou discutez des points à vérifier. 
SDSS J080430.56+542041.1 ou 2MASS J08043064+5420406 est un très lointain quasar avec un redshift supérieur a 3.7. Ce quasar est un quasar à émission unique. Il se situe dans la constellation du Lynx à plus de 5.1 milliards d'années-lumière,,.

## Découverte
SDSS J0804 a été découvert par le SDSS-DR5 survey. Le SDSS-DR5 survey est une étude du ciel dans le domaine du visible qui a relevé plus d'un millier de quasars.

## Caractéristiques

### Catégorie de SDSS J0804
Ce quasar fait partie des quasars à grossissement rapide et grossirait d'environ 10 masses solaires par an, il fait aussi partie des quasars ionisateurs de deutérium,. Cette ionisation de deutérium a été trouvée grâce au relevé astronomique du 2MASS, l'ionisation du deutérium fait principalement partie de l'émission d'infrarouge de SDSS J0804.

### Spectre de SDSS J0804
SDSS J0804 est un quasar avec une luminosité très variable, la magnitude apparente de SDSS J0804 varie de 17.96 à 16.599 à 16.457 à 15.348. Cette variabilité n'est pas régulière mais elle n'a pas encore été étudiée.

### Masse de SDSS J0804
Selon la source  la masse de SDSS J0804 serait de 13.5 milliards de masses solaires,, (ce quasar est très similaire à SDSS J102325.31+514251.0 ou 2MASS J11595433+2019212).